# カート・ローゼンウィンケル
カート・ローゼンウィンケル（Kurt Rosenwinkel、1970年10月28日 - ）は、アメリカ合衆国のジャズギタリスト。

## 来歴
1970年10月28日にペンシルベニア州フィラデルフィアで生まれる。その後、バークリー音楽大学に入学し約2年半在籍するがゲイリー・バートンのツアーのサポート・メンバーとして誘われ、そのまま活動拠点をニューヨークへ移しプロとしてのキャリアをスタートさせた。その後、ローゼンウィンケルはブルックリンに移った。
1990年からジャズ・カルテット「ヒューマン・フィール（Human Feel）」に参画した。
1994年にニューヨーク市のグリニッチ・ヴィレッジ地区に開店したジャズクラブ「スモールズ（smalls）」を拠点とするようになり、マーク・ターナーと本格的に共同作業を行うようになった。初リーダー・アルバム『East Coast Love Affair』（1996年）は、このクラブにおけるライブ録音である。
1995年、全米芸術基金（National Endowment for the Arts）から作曲賞を受賞し「ヴァーヴ・レコード」と契約した。その作曲能力を発揮した『ジ・エネミーズ・オブ・エナジー』は1996年11月に録音されたが、2000年まで発表されなかった。この期間に「インパルス!」レーベルのもとで録音された『アンダー・イット・オール (Under It All)』も、レーベルの統合・整理の騒動にまきこまれて未発表のままとなっている。
1999年、ブライアン・ブレイド＆ザ・フェロウシップのギタリストであったジェフ・パーカーに代わって同バンドに加入して『パーセプチュアル』（2000年）を制作した。2000年、盟友マーク・ターナーと共にメッタ・クインテット（Metta Quintet）に参画した。
2003年、Qティップと知り合ったカート・ローゼンウィンケルは、ドラムサンプルの提供を受けながら協働してコンピュータ（DAW）上で作曲するようになり、アルバム『ハートコア』（2003年）を制作した。その後、Qティップのアルバム『The Renaissance』（2008年）にも参加。しかし『ハートコア』の制作後は、しばらくアコースティックな作曲に回帰する。
2008年、『レメディ：ライブ・アット・ヴィレッジ・バンガード』（2008年）は、盟友マーク・ターナーをフィーチャーしたアコースティックなライブ・アルバムとなっており、ターナーが作曲した曲「Myrons World」が含まれている（それ以外の曲はすべてローゼンウィンケルが作曲した）。
2013年、エリック・クラプトンが主催している「クロスロード・ギター・フェスティヴァル 2013」に招聘され、カート・ローゼンウィンケルのリクエストでアラン・ホールズワースと共演、ジャンルを超えた存在感を示した。
2017年、アルバム『カイピ』は久しぶりにデジタル多重録音を駆使して制作されたが、さりげなくブラジル風のアルバムに仕上げられている。このアルバムにはエリック・クラプトンも参加している。
2019年、「クロスロード・ギター・フェスティヴァル 2019」に参加。
近年はドイツのベルリンに在住。ハンス・アイスラー音楽大学ベルリンで教鞭もとっていたが、2016年に辞した。

## ディスコグラフィ

### リーダー・アルバム
- East Coast Love Affair (1996年、Fresh Sound New Talent) ※1996年7月録音。カート・ローゼンウィンケル・トリオ名義
- intuit (1999年、Criss Cross) ※1998年8月録音。カート・ローゼンウィンケル・カルテット名義
- 『ジ・エネミーズ・オブ・エナジー』 - The Enemies of Energy (2000年、Verve) ※1996年11月録音
- 『ザ・ネクスト・ステップ』 - The Next Step (2001年、Verve) ※2000年録音
- Everything Will Be Alright (2002年、Stunt) ※2002年8月録音。ヤコブ・ダイネセンらと共同名義
- 『ハートコア』 - Heartcore (2003年、Verve) ※2001年-2003年録音
- 『ディープ・ソング』 - Deep Song (2005年、Verve)
- 『レメディ：ライブ・アット・ヴィレッジ・バンガード』 - The Remedy: Live at the Village Vanguard (2008年、ArtistShare/Wommusic) ※2006年1月ライブ録音
- 『リフレクションズ』 - Reflections (2009年、Wommusic) ※2009年6月録音。カート・ローゼンウィンケル・スタンダーズ・トリオ名義
- 『アワー・シークレット・ワールド』 - Our Secret World (2010年、Wommusic) ※2009年9月録音。カート・ローゼンウィンケル＆OJM名義
- 『スター・オブ・ジュピター』 - Star of Jupiter (2012年、Wommusic) ※2012年3月録音
- 『カイピ』 - Caipi (2017年、Heartcore)
- Do It 1992 (2019年、Heartcore) ※スコット・キンゼイと共同名義
- 『プレイズ・ピアノ』 - Plays Piano (2021年、Heartcore) ※カート・ローゼンウィンケルによるソロ・ピアノ作品
- 『ショパン・プロジェクト』 - The Chopin Project (2022年、Heartcore) ※スイス人ピアニストのジャン・ポール・ブロードベックと共同名義
- 『ベルリン・バリトン』 - Berlin Baritone (2022年、Heartcore)
- 『アンダーカヴァー ～ ライヴ・アット・ザ・ヴィレッジ・ヴァンガード』 - Undercover: Live in the Village Vanguard (2023年、Heartcore)

### バンド参加

#### ヒューマン・フィール
（アンドリュー・ダンジェロ、クリス・スピード、ジム・ブラック、カート・ローゼンウィンケル）
- Scatter (1991年、GM)
- Welcome to Malpesta (1994年、New World) ※1994年4月録音
- Speak to It (1996年、Songlines)
- Galore (2007年、Skirl) ※2006年6月録音
- Party Favor (2016年、CD Baby)

#### ブライアン・ブレイド & ザ・フェロウシップ
- 『パーセプチュアル』 - Perceptual (2000年、Blue Note) ※1999年9月録音
- 『シーズン・オブ・チェンジズ』 - Season of Changes (2008年、Verve)

#### メッタ・クインテット
（ジョージ・コリガン、ジョシュア・ギンズバーグ、カート・ローゼンウィンケル、マーク・グロス、マーク・ターナー）
- Going To Meet The Man (2002年、Koch Jazz)

### 参加アルバム

#### 1990年～2000年
- ミモ・カフィエロ・カルテット : Moon and Twenty Five (1990年、Splasc(h))
- ゲイリー・バートン : 『シックス・パック』 - Six Pack (1992年、GRP)
- シェイマス・ブレイク（英語版） : The Call (1993年、Criss Cross Jazz 1094 CD)
- マーク・ターナー（英語版） : Yam Yam (1994年、Criss Cross Jazz 1160 CD)
- ポール・モチアン&ザ・エレクトリック・ビバップ・バンド : 『ポール・モチアン・エレクトリック・ビバップ・バンド・フィーチャリング・ジョシュア・レッドマン』 - Paul Motian and the Electric Bebop Band (1994年、JMT)
- ワンス・ブルー（レベッカ・マーティン&ジェシー・ハリスのデュオ） : 『ワンス・ブルー』 - Once Blue (1995年、Capitol)
- ペリコ・サンビート（英語版） : Ademuz (1995年、Fresh Sound)
- ポール・モチアン&ザ・エレクトリック・ビバップ・バンド : 『オーニソロジー』 - Reincarnation of a Love Bird (1996年、JMT)
- ポール・モチアン&ザ・エレクトリック・ビバップ・バンド : 『フライト・オブ・ザ・ブルー・ジェイ』 - Flight of the Blue Jay (1996年、Winter & Winter)
- ラリー・ゴールディングス : Big Stuff (1996年、Warner Bros.)
- クリス・チーク（英語版）・カルテット : I Wish I Knew (1997年、Fresh Sound)
- ミーロン・ウェルデン（英語版） : Like a Flower Seeking the Sun (1998年、NYC)
- クリス・ポッター・カルテット : Vertigo (1998年、Concord)
- ポール・モチアン&ザ・エレクトリック・ビバップ・バンド : 『モンク&パウエル』 - Play Monk and Powell (1998年、Winter & Winter)
- マーク・ターナー : In This World (1998年、Warner Bros.)
- ヨッケン・リュッカート : Introduction (1998年、Jazzline)
- シェイマス・ブレイク : Stranger Things Have Happened (1999年、Fresh Sound)
- ジョージ・コリガン : Unresolved (1999年、Fresh Sound)
- ヤコブ・ディネセン・カルテット : Around (1999年、Stunt)
- クリス・チーク : Vine (1999年、Fresh Sound)
- マーク・ターナー : 『バラード・セッション』 - Ballad Session (1999年、Warner Bros.)
- マーシー・プレイグラウンド : Shapeshifter (1999年、Capitol)
- ティム・ヘイガンズ（英語版）&ボブ・ベルデン : Animation/Imagination (1999年、Blue Note)
- ジル・セイファース : The Waiting (1999年、Fresh Sound)
- ザ・マイルス・ドナヒュー・クインテッド : In The Pocket (1999年、Amerigo)

#### 2000年～2010年
- ノア・ベッカー : Where We Are (2000年、iTunes)
- ワックス・ポエティック : Wax Poetic (2000年、Atlantic)
- ダニーロ・ペレス : Motherland (2000年、Polygram)
- マティアス・ルプリ・グループ : Same Time Twice (2000年、Summit)
- Qティップ (Kamaal Fareed名義) : Kamaal the Abstract (2000年、Battery)
- レベッカ・マーティン（英語版） : Middlehope (2000年、Fresh Sound)
- マット・ペンマン（英語版） : The UnQuiet (2001年、Fresh Sound)
- バーニー・マッコール : Release the Day (2001年、Transparent Music/Jazzhead)
- マーク・ターナー : Dharma Days (2001年、Warner Bros.)
- Jorg Kaaij・クインテット : Downtown Daze (2002年、Jazz 'N Pulz)
- Kris Bauman・カルテット : Kris Bauman Quartet Featuring Kurt Rosenwinkel (2002年、Fresh Sound)
- フィル・グレナディア : Playful Intentions (2002年、Fresh Sound)
- エリ・デジブリ・カルテット : In the Beginning (2003年、Fresh Sound)
- ペリコ・サンビート : Friendship (2003年、ACT)
- チャーリー・ピーコック : Love Press Ex-Curio (2005年、Runway Network)
- ジョシュア・レッドマン・エラスティック・バンド : 『モメンタム』 - Momentum (2005年、Nonesuch) （#9. ""Swunk""）
- バーニー・マッコール : Mother of Dreams and Secrets (2006年、Jazzhead)
- アーロン・ゴールドバーグ（英語版） : Worlds (2006年、Sunnyside)
- ジョエル・ミラー : Mandala (2006年、Effendi)
- バーニー・マッコール : 『フラッシュバックス』 - Flashbacks (2007年、Extracelestial Arts/PONY CANYON)
- Charlier/Sourisse : Heritage (2007年、O+ Music)
- ダニエル・サボー・トリオ : Frictions (2007年、Warner Bros.)
- ヤコブ・ブロ（英語版） : The Stars Are All New Songs (2008年、Loveland)
- Qティップ : 『ザ・ルネッサンス』 - Renaissance (2008年、Universal Motown)
- ブライアン・ブレイド : 『ママ・ローザ』 - Mama Rosa (2009年、Verve Forecast)
- ロマン・オット : Seeing People (2009年、Fresh Sound)
- ジェイソン・リンドナー : Now vs. Now (2009年、Anzic)
- アラン・アパロー : Flood Gate (2009年、Stunt)

#### 2010年～2020年
- Various Artist : Disney Jazz Volume 1 Everybody Wants to Be a Cat (2011年、Walt Disney)
- ジュリアン・ショア : Filaments (2012年、CD Baby)
- ドナルド・フェイゲン : 『サンケン・コンドズ』 - Sunken Condos (2012年、Reprise)
- Carolina Brandes' O.M.P. : Flowers of the deeper soil (2012年、iTunes/CD Baby)
- Iris Ornig : No Restrictions (2012年、Self released)
- ウンベルト・エーコ : Elevator Dubs (2013年、Enja)
- エリック・クラプトン : 『クロスロード・ギター・フェスティヴァル 2013』 - Crossroads Guitar Festival 2013 (2013年、Rhino)
- アーロン・ゴールドバーグ : 『ザ・ナウ』 -The Now (2014年、Sunnyside)
- ロマン・オット : If You Lived Here You'd Be Home By Now (2014年、Fresh Sound)
- キーラ・ゲイリー : Desert Road (2014年、Self released)
- ルォー・ユー・チェン（英語版） : Stranger (2014年、Sony)
- オリヴィア・トルンマー（ドイツ語版） : Fly Now (2014年、Contemplate)
- カイル・クレーン : Crane Like the Bird (2019年、Crane Like the Bird Records)
- トビアス・マイナート : Berlin People (2019年、Sunnyside)

### アレンジ
- ギジェルモ・クレイン : Los Guachos II (1999年、Sunnyside)

### プロデュース
- クリス・チーク・カルテット : I Wish I Knew (1997年、Fresh Sound)
- レベッカ・マーティン（英語版） : 『実りゆく季節』 - The Growing Season (2007年、Sunnyside)

## テレビ出演
- SOLOS: the jazz sessions (2005年、Bravo! Canada)